# Chelonus gohoi
Chelonus gohoi är en stekelart som beskrevs av Jinhaku Sonan 1932. Chelonus gohoi ingår i släktet Chelonus och familjen bracksteklar. Inga underarter finns listade i Catalogue of Life.